# Llenega de muntanya
La llenega de muntanya (Hygrophorus olivaceoalbus) és una espècie de bolet agarical de la família de les higroforàcies (Hygrophoraceae). Els seus basidiocarps (cos fructífers o bolets) apareixen des de mitjans d'estiu fins a finals de tardor en boscos de coníferes d'Euràsia i Amèrica del Nord. Aquests bolets tenen el capell llefiscós que fan de 3 a 12 cm de diàmetre. L'estípit o peu també és llefiscós i fa fins a 12 cm de llargada. Presenta anell. Les làmines són adnates i decurrents, la forma del capell és umbonat i el color de les espores és blanc.
Encara que la llenega de muntanya (Hygrophorus olivaceoalbus) és comestible les opinions estan dividides respecte al seu gust. A més aquest bolet té components antibiòtics.
S'han proposat diferents varietats de H. olivaceoalbus:
| Varietat           | Autoritat               | Comentaris                                                                                         |
| ------------------ | ----------------------- | -------------------------------------------------------------------------------------------------- |
| var. olivaceoalbus | (Fr.) Fr. (1883)        | subespècie                                                                                         |
| var. candidus      | Quél. (1881)            | Una forma descrita a la serralada del Jura.                                                        |
| var. obesus        | (Bres.) Rea (1922)      | Té una tija gruixuda, actualment és sinònim de la llenega negra (Hygrophorus latitabundus).        |
| var. intermedius   | Hesler i A.H.Sm. (1963) | Es troba en avets de Colorado.                                                                     |
| var. gracilis      | Maire (1933)            | Té les espores mès petites (9–13 × 6–6.5 μm) que el nominal, apareix a Espanya i Amèrica del Nord. |

Junt amb H. pustulatus, H. persoonii, H. mesotephrus i H. latitabundus, H. olivaceoalbus formen la secció Olivaceoumbrini dins el gènere Hygrophorus.
L'epítet específic olivaceoalbus deriva del llatí per marró oliva (olivaceus) i blanc (albus).

## Ecologia i distribució
Hygrophorus olivaceoalbus crea micorriza amb les coníferes. Es troba en sòls àcids o calcaris a grans altituds. Sovint es troba en grups.
Està distribuït a Amèrica del Nord i Europa (excepte la regió mediterrània) i també es troba a Rússia.